# ۱۰۰ سال… ۱۰۰ فیلم به انتخاب بفا (بازبینی ۲۰۰۷)
۱۰۰ سال… ۱۰۰ فیلم (بازبینی ۲۰۰۷) (به انگلیسی: 100 Years, 100 Movies) فهرستی متشکل از صد عنوان فیلم است. این فهرست حاوی صد فیلم برتر تاریخ سینمای آمریکا از دید بنیاد فیلم آمریکا می‌باشد. این فهرست دهمین ویرایش از این فهرست که در سال ۲۰۰۷ انجام شده است و آخرین بروزرسانی‌ها بر روی آن انجام شده است.
بفا هر ده سال یکبار این فهرست را بروز کرده و فیلم‌های جدید را در آن جای می‌دهد.

## فهرست فیلم‌ها
| رتبه | نام فیلم                             | کارگردان                          | سال  | استودیو                                                           | ۱۹۹۸ تغییرات نسبت به فهرست |
| ---- | ------------------------------------ | --------------------------------- | ---- | ----------------------------------------------------------------- | -------------------------- |
| ۱.   | همشهری کین                           | اورسن ولز                         | ۱۹۴۱ | آر. ک. ئو                                                         | بی‌تغییر                    |
| ۲.   | پدرخوانده                            | فرانسیس فورد کوپولا               | ۱۹۷۲ | پارامونت پیکچرز                                                   | ۱                          |
| ۳.   | کازابلانکا                           | مایکل کورتیز                      | ۱۹۴۲ | برادران وارنر                                                     | ۱                          |
| ۴.   | گاو خشمگین                           | مارتین اسکورسیزی                  | ۱۹۸۰ | یونایتد آرتیستس                                                   | ۲۰                         |
| ۵.   | آواز در باران                        | جین کلی، استنلی دانن              | ۱۹۵۲ | مترو گلدوین مایر                                                  | ۵                          |
| ۶.   | بر باد رفته                          | ویکتور فلمینگ، جرج کیوکر و سم وود | ۱۹۳۹ | مترو گلدوین مایر، سلزنیک اینترنشنال پیکچرز                        | ۲                          |
| ۷.   | لورنس عربستان                        | دیوید لین                         | ۱۹۶۲ | کلمبیا پیکچرز                                                     | ۲                          |
| ۸.   | فهرست شیندلر                         | استیون اسپیلبرگ                   | ۱۹۹۳ | یونیورسال استودیوز                                                | ۱                          |
| ۹.   | سرگیجه                               | آلفرد هیچکاک                      | ۱۹۵۸ | پارامونت پیکچرز                                                   | ۵۲                         |
| ۱۰.  | جادوگر شهر از                        | ویکتور فلمینگ                     | ۱۹۳۹ | مترو گلدوین مایر                                                  | ۴                          |
| ۱۱.  | روشنایی‌های شهر                       | چارلی چاپلین                      | ۱۹۳۱ | یونایتد آرتیستس                                                   | ۶۵                         |
| ۱۲.  | جویندگان                             | جان فورد                          | ۱۹۵۶ | برادران وارنر                                                     | ۸۴                         |
| ۱۳.  | جنگ ستارگان اپیزود چهارم: امیدی تازه | جورج لوکاس                        | ۱۹۷۷ | فاکس قرن بیستم، لوکاس فیلم                                        | ۲                          |
| ۱۴.  | روانی                                | آلفرد هیچکاک                      | ۱۹۶۰ | پارامونت پیکچرز                                                   | ۴                          |
| ۱۵.  | ۲۰۰۱: یک اودیسه فضایی                | استنلی کوبریک                     | ۱۹۶۸ | مترو گلدوین مایر                                                  | ۷                          |
| ۱۶.  | سان‌ست بلوار                          | بیلی وایلدر                       | ۱۹۵۰ | پارامونت پیکچرز                                                   | ۴                          |
| ۱۷.  | فارغ‌التحصیل                          | مایک نیکولز                       | ۱۹۶۷ | یونایتد آرتیستس                                                   | ۱۰                         |
| ۱۸.  | ژنرال                                | باستر کیتون، کلاید براکمن         | ۱۹۲۷ | یونایتد آرتیستس                                                   | جدید                       |
| ۱۹.  | در بارانداز                          | الیا کازان                        | ۱۹۵۴ | کلمبیا پیکچرز                                                     | ۱۱                         |
| ۲۰.  | چه زندگی شگفت‌انگیزی                  | فرانک کاپرا                       | ۱۹۴۶ | آر. ک. ئو                                                         | ۹                          |
| ۲۱.  | محله چینی‌ها                          | رومن پولانسکی                     | ۱۹۷۴ | پارامونت پیکچرز                                                   | ۲                          |
| ۲۲.  | بعضی‌ها داغشو دوست دارند              | بیلی وایلدر                       | ۱۹۵۹ | یونایتد آرتیستس                                                   | ۸                          |
| ۲۳.  | خوشه‌های خشم                          | جان فورد                          | ۱۹۴۰ | فاکس قرن بیستم                                                    | ۲                          |
| ۲۴.  | ئی. تی. موجود فرازمینی               | استیون اسپیلبرگ                   | ۱۹۸۲ | یونیورسال استودیوز                                                | ۱                          |
| ۲۵.  | کشتن مرغ مقلد                        | رابرت مالیگن                      | ۱۹۶۲ | یونیورسال استودیوز                                                | ۹                          |
| ۲۶.  | آقای اسمیت به واشنگتن می‌رود          | فرانک کاپرا                       | ۱۹۳۹ | کلمبیا پیکچرز                                                     | ۳                          |
| ۲۷.  | نیمروز                               | فرد زینمان                        | ۱۹۵۲ | یونایتد آرتیستس                                                   | ۶                          |
| ۲۸.  | همه چیز درباره ایو                   | جوزف ال منکیه ویچ                 | ۱۹۵۰ | فاکس قرن بیستم                                                    | ۱۲                         |
| ۲۹.  | غرامت مضاعف                          | بیلی وایلدر                       | ۱۹۴۴ | پارامونت پیکچرز                                                   | ۹                          |
| ۳۰.  | اینک آخرالزمان                       | فرانسیس فورد کوپولا               | ۱۹۷۹ | یونایتد آرتیستس                                                   | ۲                          |
| ۳۱.  | شاهین مالت                           | جان هیوستون                       | ۱۹۴۱ | برادران وارنر                                                     | ۸                          |
| ۳۲.  | پدرخوانده:قسمت دوم                   | فرانسیس فورد کوپولا               | ۱۹۷۴ | پارامونت پیکچرز                                                   | بی‌تغییر                    |
| ۳۳.  | دیوانه از قفس پرید                   | میلوش فورمن                       | ۱۹۷۵ | یونایتد آرتیستس                                                   | ۱۳                         |
| ۳۴.  | سفیدبرفی و هفت کوتوله                | David Hand                        | ۱۹۳۷ | آر. ک. ئو، والت دیزنی پیکچرز                                      | ۱۵                         |
| ۳۵.  | آنی هال                              | وودی آلن                          | ۱۹۷۷ | یونایتد آرتیستس                                                   | ۴                          |
| ۳۶.  | پل رودخانه کوای                      | دیوید لین                         | ۱۹۵۷ | کلمبیا پیکچرز                                                     | ۲۳                         |
| ۳۷.  | بهترین سال‌های زندگی ما               | ویلیام وایلر                      | ۱۹۴۶ | آر. ک. ئو، ساموئل گلدوین                                          | بی‌تغییر                    |
| ۳۸.  | گنج‌های سیرا مادره                    | جان هیوستون                       | ۱۹۴۸ | برادران وارنر                                                     | ۸                          |
| ۳۹.  | دکتر استرنجلاو                       | استنلی کوبریک                     | ۱۹۶۴ | کلمبیا پیکچرز                                                     | ۱۳                         |
| ۴۰.  | اشک‌ها و لبخندها                      | رابرت وایز                        | ۱۹۶۵ | فاکس قرن بیستم                                                    | ۱۵                         |
| ۴۱.  | کینگ کونگ                            | مریان کوپر، ارنست بی. شودزاک      | ۱۹۳۳ | آر. ک. ئو                                                         | ۲                          |
| ۴۲.  | بانی و کلاید                         | آرتور پن                          | ۱۹۶۷ | برادران وارنر                                                     | ۱۵                         |
| ۴۳.  | کابوی نیمه‌شب                         | جان شلزینجر                       | ۱۹۶۹ | یونایتد آرتیستس                                                   | ۷                          |
| ۴۴.  | داستان فیلادلفیا                     | جرج کیوکر                         | ۱۹۴۰ | مترو گلدوین مایر                                                  | ۷                          |
| ۴۵.  | شین                                  | جرج استیونس                       | ۱۹۵۳ | پارامونت پیکچرز                                                   | ۲۴                         |
| ۴۶.  | در یک شب اتفاق افتاد                 | فرانک کاپرا                       | ۱۹۳۴ | کلمبیا پیکچرز                                                     | ۱۱                         |
| ۴۷.  | اتوبوسی به نام هوس (فیلم ۱۹۵۱)       | الیا کازان                        | ۱۹۵۱ | برادران وارنر                                                     | ۲                          |
| ۴۸.  | پنجره پشتی                           | آلفرد هیچکاک                      | ۱۹۵۴ | پارامونت پیکچرز                                                   | ۶                          |
| ۴۹.  | نابردباری                            | دیوید وارک گریفیث                 | ۱۹۱۶ | Triangle                                                          | جدید                       |
| ۵۰.  | یاران حلقه                           | پیتر جکسون                        | ۲۰۰۱ | جدید Line Cinema                                                  | جدید                       |
| ۵۱.  | داستان کناره غربی                    | جروم رابینز، رابرت وایز           | ۱۹۶۱ | یونایتد آرتیستس                                                   | ۱۰                         |
| ۵۲.  | راننده تاکسی                         | مارتین اسکورسیزی                  | ۱۹۷۶ | کلمبیا پیکچرز                                                     | ۵                          |
| ۵۳.  | شکارچی گوزن                          | مایکل چیمینو                      | ۱۹۷۸ | یونیورسال استودیوز                                                | ۲۶                         |
| ۵۴.  | مش                                   | رابرت آلتمن                       | ۱۹۷۰ | فاکس قرن بیستم                                                    | ۲                          |
| ۵۵.  | شمال از شمال غربی                    | آلفرد هیچکاک                      | ۱۹۵۹ | مترو گلدوین مایر                                                  | ۱۵                         |
| ۵۶.  | آرواره‌ها                             | استیون اسپیلبرگ                   | ۱۹۷۵ | یونیورسال استودیوز                                                | ۸                          |
| ۵۷.  | راکی                                 | جان جی. آویلدسن                   | ۱۹۷۶ | یونایتد آرتیستس                                                   | ۲۱                         |
| ۵۸.  | جویندگان طلا                         | چارلی چاپلین                      | ۱۹۲۵ | یونایتد آرتیستس                                                   | ۱۶                         |
| ۵۹.  | نشویل                                | رابرت آلتمن                       | ۱۹۷۵ | پارامونت پیکچرز، ABC Entertainment                                | جدید                       |
| ۶۰.  | سوپ مرغابی                           | لئو مک‌کری                         | ۱۹۳۳ | پارامونت پیکچرز                                                   | ۲۵                         |
| ۶۱.  | سفرهای سولیوان                       | پرستون استرجس                     | ۱۹۴۱ | پارامونت پیکچرز                                                   | جدید                       |
| ۶۲.  | دیوارنویسی آمریکایی                  | جورج لوکاس                        | ۱۹۷۳ | یونیورسال استودیوز                                                | ۱۵                         |
| ۶۳.  | کاباره                               | باب فاس                           | ۱۹۷۲ | Allied Artists                                                    | جدید                       |
| ۶۴.  | شبکه                                 | سیدنی لومت                        | ۱۹۷۶ | مترو گلدوین مایر، یونایتد آرتیستس                                 | ۲                          |
| ۶۵.  | ملکه آفریقایی                        | جان هیوستون                       | ۱۹۵۱ | یونایتد آرتیستس                                                   | ۴۸                         |
| ۶۶.  | مهاجمان صندوق گمشده                  | استیون اسپیلبرگ                   | ۱۹۸۱ | پارامونت پیکچرز، لوکاس فیلم                                       | ۶                          |
| ۶۷.  | چه کسی از ویرجینیا وولف می‌ترسد؟      | مایک نیکولز                       | ۱۹۶۶ | برادران وارنر                                                     | جدید                       |
| ۶۸.  | نابخشوده                             | کلینت ایستوود                     | ۱۹۹۲ | برادران وارنر                                                     | ۳۰                         |
| ۶۹.  | توتسی                                | سیدنی پولاک                       | ۱۹۸۲ | کلمبیا پیکچرز                                                     | ۷                          |
| ۷۰.  | پرتقال کوکی                          | استنلی کوبریک                     | ۱۹۷۱ | برادران وارنر                                                     | ۲۴                         |
| ۷۱.  | نجات سرباز رایان                     | استیون اسپیلبرگ                   | ۱۹۹۸ | دریم‌ورکس                                                          | جدید                       |
| ۷۲.  | رستگاری در شاوشنک                    | فرانک دارابونت                    | ۱۹۹۴ | برادران وارنر                                                     | جدید                       |
| ۷۳.  | بوچ کسیدی و ساندنس کید               | جرج روی هیل                       | ۱۹۶۹ | فاکس قرن بیستم                                                    | ۲۳                         |
| ۷۴.  | سکوت بره‌ها                           | جاناتان دمی                       | ۱۹۹۱ | اوریون پیکچرز                                                     | ۹                          |
| ۷۵.  | در گرمای شب                          | نورمن جویسون                      | ۱۹۶۷ | یونایتد آرتیستس                                                   | جدید                       |
| ۷۶.  | فارست گامپ                           | رابرت زمکیس                       | ۱۹۹۴ | پارامونت پیکچرز                                                   | ۵                          |
| ۷۷.  | همه مردان رئیس جمهور                 | آلن جی پاکولا                     | ۱۹۷۶ | برادران وارنر                                                     | جدید                       |
| ۷۸.  | عصر جدید                             | چارلی چاپلین                      | ۱۹۳۶ | یونایتد آرتیستس                                                   | ۳                          |
| ۷۹.  | این گروه خشن                         | سام پکینپا                        | ۱۹۶۹ | Warner Bros. -Seven Arts                                          | ۱                          |
| ۸۰.  | آپارتمان                             | بیلی وایلدر                       | ۱۹۶۰ | یونایتد آرتیستس                                                   | ۱۳                         |
| ۸۱.  | اسپارتاکوس                           | استنلی کوبریک                     | ۱۹۶۰ | یونیورسال استودیوز                                                | جدید                       |
| ۸۲.  | طلوع: آواز دو انسان                  | فریدریش ویلهلم مورنائو            | ۱۹۲۷ | فاکس قرن بیستم                                                    | جدید                       |
| ۸۳.  | تایتانیک                             | جیمز کامرون                       | ۱۹۹۷ | پارامونت پیکچرز، فاکس قرن بیستم                                   | جدید                       |
| ۸۴.  | ایزی رایدر                           | دنیس هاپر                         | ۱۹۶۹ | یونایتد آرتیستس                                                   | ۴                          |
| ۸۵.  | شبی در اپرا                          | سم وود                            | ۱۹۳۵ | مترو گلدوین مایر                                                  | جدید                       |
| ۸۶.  | جوخه                                 | الیور استون                       | ۱۹۸۶ | اوریون پیکچرز                                                     | ۳                          |
| ۸۷.  | ۱۲ مرد خشمگین                        | سیدنی لومت                        | ۱۹۵۷ | یونایتد آرتیستس                                                   | جدید                       |
| ۸۸.  | بزرگ کردن کودک                       | هاوارد هاکس                       | ۱۹۳۸ | برادران وارنر                                                     | ۹                          |
| ۸۹.  | حس ششم                               | ام. نایت شیامالان                 | ۱۹۹۹ | هالیوود پیکچرز، اسپای‌گلس اینترتیمنت، The Kennedy/Marshall Company | جدید                       |
| ۹۰.  | چرخش زمان                            | جرج استیونس                       | ۱۹۳۶ | آر. ک. ئو                                                         | جدید                       |
| ۹۱.  | انتخاب سوفی                          | آلن جی پاکولا                     | ۱۹۸۲ | ITC Entertainment                                                 | جدید                       |
| ۹۲.  | رفقای خوب                            | مارتین اسکورسیزی                  | ۱۹۹۰ | برادران وارنر                                                     | ۲                          |
| ۹۳.  | ارتباط فرانسوی                       | ویلیام فریدکین                    | ۱۹۷۱ | فاکس قرن بیستم                                                    | ۲۳                         |
| ۹۴.  | داستان عامه‌پسند                      | کوئنتین تارانتینو                 | ۱۹۹۴ | میراماکس فیلمز                                                    | ۱                          |
| ۹۵.  | آخرین نمایش فیلم                     | پیتر بوگدانوویچ                   | ۱۹۷۱ | کلمبیا پیکچرز                                                     | جدید                       |
| ۹۶.  | کار درست را بکن                      | اسپایک لی                         | ۱۹۸۹ | یونیورسال استودیوز، ۴۰ Acres & A Mule Filmworks                   | جدید                       |
| ۹۷.  | بلید رانر                            | ریدلی اسکات                       | ۱۹۸۲ | برادران وارنر، The Ladd Company                                   | جدید                       |
| ۹۸.  | احمق آمریکایی خوش‌تیپ                 | مایکل کورتیز                      | ۱۹۴۲ | برادران وارنر                                                     | ۲                          |
| ۹۹.  | داستان اسباب‌بازی                     | جان لستر                          | ۱۹۹۵ | والت دیزنی پیکچرز، پیکسار                                         | جدید                       |
| ۱۰۰. | بن هور                               | ویلیام وایلر                      | ۱۹۵۹ | مترو گلدوین مایر                                                  | ۲۸                         |

### فیلم‌های پاک شده از فهرست
فهرست فیلم‌هایی که در سال ۱۹۹۸ در این فهرست حضور داشته‌اند، اما از این فهرست حذف شده‌اند:
- دکتر ژیواگو (۱۹۶۵)
- تولد یک ملت (۱۹۱۵)
- از اینجا تا ابدیت (۱۹۵۳)
- آمادئوس (۱۹۸۴)
- در جبهه غرب خبری نیست (۱۹۳۰)
- مرد سوم (۱۹۴۹)
- فانتازیا (۱۹۴۰)
- شورش بی‌دلیل (۱۹۵۵)
- دلیجان (۱۹۳۹)
- برخورد نزدیک از نوع سوم (۱۹۷۷)
- کاندیدای منچوری (1962)
- یک آمریکایی در پاریس (۱۹۵۱)
- بلندی‌های بادگیر (۱۹۳۹)
- رقصنده با گرگ‌ها (۱۹۹۰)
- غول (۱۹۵۶)
- فارگو (۱۹۹۶)
- شورش در بونتی (۱۹۳۵)
- فرانکشتاین (۱۹۳۱)
- پاتون (۱۹۷۰)
- خواننده جاز (۱۹۲۷)
- بانوی زیبای من (۱۹۶۴)
- مکانی در آفتاب (۱۹۵۱)
- حدس بزن کی قراره برای شام بیاد (۱۹۶۷)

## تغییرات فهرست
- ۳۶ فیلم در این لیست ارتقاء پیدا کرده‌اند، ۳۸ تای آنان تنزل درجه و سه فیلم همشهری کین، پدرخوانده:قسمت دوم و بهترین سال‌های زندگی ما جایگاه خود را حفظ کرده‌اند.
- استیون اسپیلبرگ با پنج فیلم، بیشترین حضور در این لیست را دارد..
- قدیمی‌ترین فیلم این فهرست با نام تعصب (۱۹۱۶) و در رتبه ۴۹ قرار دارد. البته فیلم تولد یک ملت اثر دیوید وارک گریفیث (۱۹۱۵) که در رتبه ۴۴ قرار داشته و از این فهرست خارج شده را می‌توان قدیمی‌ترین فیلم برگزیده از دیدگاه بفا دانست.
- جدیدترین فیلم خارج شده از این لیست فارگو (۱۹۹۶) نام دارد.
- فیلم جنرال با قرار گرفتن در رتبه ۱۸ بالاترین رتبه را در میان فیلم‌های جدید در این فهرست دارد و فیلم دکترژیواگو نیز با حذف از فهرست با رتبه ۳۹ رکوردار بیشترین افت را دارا می‌باشد.
- بیشترین ارتقاء را می‌توان به فیلم جویندگان (افزایش رتبه از ۹۶ به ۱۲) نسبت داد، و بیشترین سقوط نیز متعلق به فیلم ملکه آفریقایی (کاهش رتبه از ۱۷ به ۶۵) می‌باشد.